# Limotettix tuvensis
Limotettix tuvensis är en insektsart som beskrevs av Vilbaste 1980. Limotettix tuvensis ingår i släktet Limotettix och familjen dvärgstritar. Inga underarter finns listade i Catalogue of Life.